# River Edge
River Edge es un borough ubicado en el condado de Bergen en el estado estadounidense de Nueva Jersey. En el año 2010 tenía una población de 11.340 habitantes y una densidad poblacional de 2.314,29 personas por km².

## Geografía
River Edge se encuentra ubicado en las coordenadas 40°55′39″N 74°2′15″O / 40.92750, -74.03750.

## Demografía
Según la Oficina del Censo en 2000 los ingresos medios por hogar en la localidad eran de $71,792 y los ingresos medios por familia eran $80,422. Los hombres tenían unos ingresos medios de $62,044 frente a los $41,085 para las mujeres. La renta per cápita para la localidad era de $33,188. Alrededor del 3.1% de la población estaba por debajo del umbral de pobreza.